# Списак српских презимена са наставком -ица
|  |  |  |  |  |  |  |  |  |  |  |  |  |  |  |  |  |  |  |  |  |  |  |  |  |  |  |  |  |  |

## А
- Аралица

## Б
- Бадрљица
- Бајалица
- Баровница
- Батиница
- Батица
- Башица
- Баштрица
- Безбрадица
- Белоица
- Биовица
- Бировица
- Бјелица
- Боровица
- Боровница
- Брница
- Букарица
- Букилица
- Буковица
- Бурлица

## В
- Варница
- Веселица
- Виленица
- Вјештица
- Властелица
- Вратница
- Врбица
- Вукмирица

## Г
- Гагрица
- Гајица
- Гаталица
- Глушица
- Гљивица
- Говедарица
- Грабовица
- Гужвица
- Гујаница

## Д
- Дебелица
- Десница
- Дидулица
- Дољаница
- Достица
- Дрвеница

## Ђ
- Ђурица

## Ж
- Жалица
- Жеравица

## З
- Заметица
- Зарубица
- Зекавица
- Зеница
- Злоколица
- Зобеница
- Зорица
- Зубеница

## Ј
- Јаглица
- Јечменица
- Јоница

## К
- Кабаница
- Каменица
- Караица
- Карлица
- Касавица
- Касалица
- Керавица
- Кисјелица
- Кљуковница
- Кобасица
- Козлица
- Комарица
- Копреница
- Копривица
- Корица
- Котарица
- Котлица
- Коштуница
- Кошчица
- Крешталица
- Кртолица
- Кукавица
- Кукрица
- Куњерица
- Кураица
- Курајица

## Л
- Лазиница
- Ласица
- Ластавица
- Летица
- Летуница
- Лисица
- Лојаница
- Луњевица

## М
- Мазалица
- Маленица
- Маљица
- Марјаница
- Масталица
- Мастелица
- Меденица
- Микавица
- Милоица
- Милојица
- Михајлица
- Михаљица
- Мрњевица
- Мрчарица
- Мучалица

## Н
- Најерица
- Неатница
- Невољица
- Несванулица
- Ногавица
- Ножица

## О
- Огорелица
- Опарница
- Опсеница

## П
- Павлица
- Пандурица
- Паовица
- Паприца
- Пејица
- Перућица
- Печеница
- Печурица
- Пижурица
- Пјевалица
- Покимица
- Поледица
- Поскурица
- Потежица
- Правица
- Пралица
- Пречаница
- Пржица
- Приметица
- Прица
- Просеница
- Путица
- Пушица

## Р
- Радуљица
- Ратковица
- Рачуница
- Рашица
- Реновица

## С
- Свитлица
- Свјетлица
- Сикирица
- Сировица
- Ситарица
- Сјеница
- Скварица
- Славуљица
- Сотоница
- Сочивица
- Сочица
- Столица
- Сукоњица

## Т
- Табајица
- Тапавица
- Тица
- Топлица
- Торбица
- Травица
- Трескавица
- Тресканица
- Тртица
- Тубица

## Ћ
- Ћирица

## У
- Угрица

## Ц
- Црвеница
- Црљеница

## Ч
- Челица
- Чоканица

## Ш
- Шалварица
- Шарица
- Шекуљица
- Шишарица
- Шљепица
- Шљокавица
- Шокица
- Шпица
- Штиклица
- Шуица
- Шујица
- Шупица
- Шушница